# Mistrzostwa Świata w Narciarstwie Alpejskim 1993
32. Mistrzostwa świata w narciarstwie alpejskim odbywały się od 4 do 14 lutego 1993 roku w ośrodku Morioka-Shizukuishi (Japonia). Były to pierwsze mistrzostwa świata rozgrywane w tej miejscowości i drugie w historii tej dyscypliny odbywające się w Japonii (po MŚ 1972). W klasyfikacji medalowej najlepsza okazała się reprezentacja Norwegii, zdobywając łącznie siedem medali, w tym trzy złote, trzy srebrne i jeden brązowy. 

## Wyniki

### Mężczyźni
| Konkurencja             | Data      | Złoto               | Wynik           | Srebro              | Wynik           | Brąz                 | Wynik           |
| Supergigant             | 5 lutego  | zawody odwołano     | zawody odwołano | zawody odwołano     | zawody odwołano | zawody odwołano      | zawody odwołano |
| Kombinacja szczegóły    | 8 lutego  | Lasse Kjus          | 34,22           | Kjetil André Aamodt | 36,09           | Marc Girardelli      | 36,27           |
| Slalom gigant szczegóły | 10 lutego | Kjetil André Aamodt | 2:15,36         | Rainer Salzgeber    | 2:16,23         | Johan Wallner        | 2:17,27         |
| Zjazd szczegóły         | 11 lutego | Urs Lehmann         | 1:32,06         | Atle Skårdal        | 1:32,66         | AJ Kitt              | 1:32,98         |
| Slalom szczegóły        | 13 lutego | Kjetil André Aamodt | 1:40,33         | Marc Girardelli     | 1:40,37         | Thomas Stangassinger | 1:40,44         |

### Kobiety
| Konkurencja             | Data      | Złoto           | Wynik   | Srebro         | Wynik   | Brąz           | Wynik   |
| Kombinacja szczegóły    | 5 lutego  | Miriam Vogt     | 3,39    | Picabo Street  | 32,15   | Anita Wachter  | 33,52   |
| Slalom szczegóły        | 9 lutego  | Karin Buder     | 1:27,66 | Julie Parisien | 1:27,87 | Elfi Eder      | 1:28,65 |
| Slalom gigant szczegóły | 10 lutego | Carole Merle    | 2:17,59 | Anita Wachter  | 2:17,99 | Martina Ertl   | 2:18,70 |
| Zjazd szczegóły         | 11 lutego | Kate Pace       | 1:27,38 | Astrid Lødemel | 1:27,66 | Anja Haas      | 1:27,84 |
| Supergigant szczegóły   | 14 lutego | Katja Seizinger | 1:33,52 | Sylvia Eder    | 1:33,68 | Astrid Lødemel | 1:34,07 |

## Tabela medalowa
| Lp. | Państwo           | złoto | srebro | brąz | razem |
| --- | ----------------- | ----- | ------ | ---- | ----- |
| 1   | Norwegia          | 3     | 3      | 1    | 7     |
| 2   | Niemcy            | 2     | -      | 1    | 3     |
| 3   | Austria           | 1     | 3      | 4    | 8     |
| 4   | Francja           | 1     | -      | -    | 1     |
| 4   | Kanada            | 1     | -      | -    | 1     |
| 4   | Szwajcaria        | 1     | -      | -    | 1     |
| 7   | Stany Zjednoczone | -     | 2      | 1    | 3     |
| 8   | Luksemburg        | -     | 1      | 1    | 2     |
| 9   | Szwecja           | -     | -      | 1    | 1     |